# Great Tew
Great Tew is een civil parish in de Cotswolds in het bestuurlijke gebied West Oxfordshire, in het Engelse graafschap Oxfordshire met 156 inwoners. Het kleine dorp in Oxfordshire is bestaat uit rietgedekte cottages in kalksteen. Rupert Murdoch en David Beckham hebben er een woning. Bij het dorp ligt ook de exclusieve ledenclub Soho Farmhouse, waar Meghan Markles vrijgezellenfeest plaatsvond.